# Controllo mentale
Il controllo mentale indica, in psicologia, un gran numero di teorie che ritengono che il pensiero individuale, il comportamento, le emozioni e le decisioni delle persone possano essere controllabili e orientati da parte di sorgenti esterne alla psiche umana. 

## Definizione
La locuzione "controllo mentale" si riferisce a un processo dove un gruppo o individui "usa sistematicamente metodi manipolativi non etici per persuadere gli altri a conformarsi ai desideri dei manipolatori, spesso a svantaggio della persona manipolata".
Può essere associato al lavaggio del cervello e alla programmazione mentale. Nel lavaggio del cervello, però, la vittima è meno partecipativa e la sua sottomissione sarebbe il frutto di un'attività in cui è maggiore l'effetto coercitivo che piega la volontà. Al contrario, nel controllo mentale la vittima riceverebbe una manipolazione molto più sottile, in cui la vittima, senza sapere perché i suoi "nuovi amici" stanno mostrandosi compartecipi e collaborativi, viene in realtà portata alla sottomissione. A differenza del lavaggio del cervello, nel controllo mentale non saranno comuni l'abuso fisico o le minacce dirette, ma saranno più presenti la manipolazione e l'inganno, volti a indurre il membro ad adottare le linee guida indicate dal gruppo.

## Storia
Dopo il superamento della persecuzione penale del plagio, in epoca moderna il controllo mentale è stato invocato per spiegare come i regimi totalitari sembrassero avere successo nell'indottrinare sistematicamente non solo i loro cittadini, ma addirittura i detenuti ed i prigionieri di guerra mediante tecniche di propaganda: in occasione delle pubbliche confessioni degli antistaliniani, in Occidente si avanzò questa possibile spiegazione intorno al motivo per il quale detenuti - candidati a sicura pena capitale - avessero scelto di autoaccusarsi nei processi di Mosca dove erano imputati di fatti per lo più inverosimili; dopo la caduta dell'Unione Sovietica si è dimostrato che nei loro confronti per lo più aveva operato la tortura come tecnica di coercizione, ma all'epoca dei fatti si era ricorso al controllo mentale come possibile spiegazione. 

### Teorie del complotto
Le teorie del complotto in proposito coinvolgono il governo statunitense: esse frequentemente si riferiscono al progetto MK-ULTRA, che identificherebbe una serie di attività svolte dalla CIA tra gli anni cinquanta e sessanta del XX secolo, che avevano come scopo quello di influenzare e controllare il comportamento di determinate persone.
Nel 1999, lo psicologo forense Dick Anthony concluse che la CIA aveva inventato il concetto di "lavaggio del cervello" come una strategia di propaganda per minare le affermazioni comuniste secondo cui i prigionieri di guerra americani nei campi comunisti coreani avevano volontariamente espresso solidarietà per il comunismo. Sostenne che i libri di Edward Hunter (da lui identificato come uno "specialista di psicologia di guerra" segreto della CIA spacciato per giornalista) spinsero la teoria del lavaggio del cervello verso il pubblico generale. Soccombendo alla loro stessa propaganda, per venti anni a partire dai primi anni '50, la CIA e il Dipartimento della Difesa condussero ricerche segrete (specialmente riguardanti il progetto MKULTRA) nel tentativo di sviluppare delle tecniche pratiche di lavaggio del cervello. Gli esperimenti della CIA che usavano varie droghe psichedeliche come LSD e mescalina attinsero dalla ricerca scientifica nazista durante la Seconda Guerra Mondiale.
La CIA e il governo statunitense arrivarono alla conclusione che non era possibile far cambiare opinioni e tendenze politiche contro la loro volontà e che le presunte tecniche del lavaggio del cervello, in qualunque contesto, si erano rivelate inefficaci. Inoltre, dato che gran parte di quegli esperimenti erano illegali all'epoca e vennero eseguiti con l'ausilio di sostanze stupefacenti, il Governo degli Stati Uniti si trovò costretto a pagare importanti risarcimenti ai familiari delle vittime.
Nel 2019 un team di scienziati tra Corea e Stati Uniti ha inventato un dispositivo in grado di controllare i circuiti neurali tramite smartphone. I risultati sono stati pubblicati su Nature Biomedical Engineering.

## Nella cultura di massa
Nella letteratura, nei fumetti, nei videogiochi, nelle serie TV e nel cinema (soprattutto di fantascienza) è stato trattato il tema del controllo mentale. Alcune opere sull'argomento sono:
- Il villaggio dei dannati: film del 1960 diretto da Wolf Rilla e il remake Villaggio dei dannati del 1995 diretto da John Carpenter adattamenti del romanzo di fantascienza del 1957 I figli dell'invasione di John Wyndham trattano dei poteri di controllo mentale di un gruppo di bambini alieni.
- Dreamscape: Alex Gardner è un ragazzo dotato di straordinari poteri mentali che ha deciso di usare a scopi puramente personali come sollecitare le donne e vincere soldi in scommesse alle corse dei cavalli.
- Telefon: film del 1977 diretto da Don Siegel tratto da un romanzo del 1975 di Walter Wager tratta ampiamente il tema del controllo mentale.
- Atto di forza: nel film viene mostrato diverse volte il lavaggio del cervello attraverso futuristiche tecniche.
- The Truman Show: il protagonista è a sua insaputa intrappolato in un reality show e il regista di tale show cerca di inculcargli la paura dell'acqua per non farlo allontanare mai dallo show stesso.
- The Manchurian Candidate: investigando su cos'è accaduto veramente in Kuwait a se stesso e al suo commando, Bennett Marco scopre di essere stato sottoposto a un elaborato lavaggio del cervello e a ripetuti esperimenti medici, compreso l'impianto di un microchip nascosto nel proprio corpo.

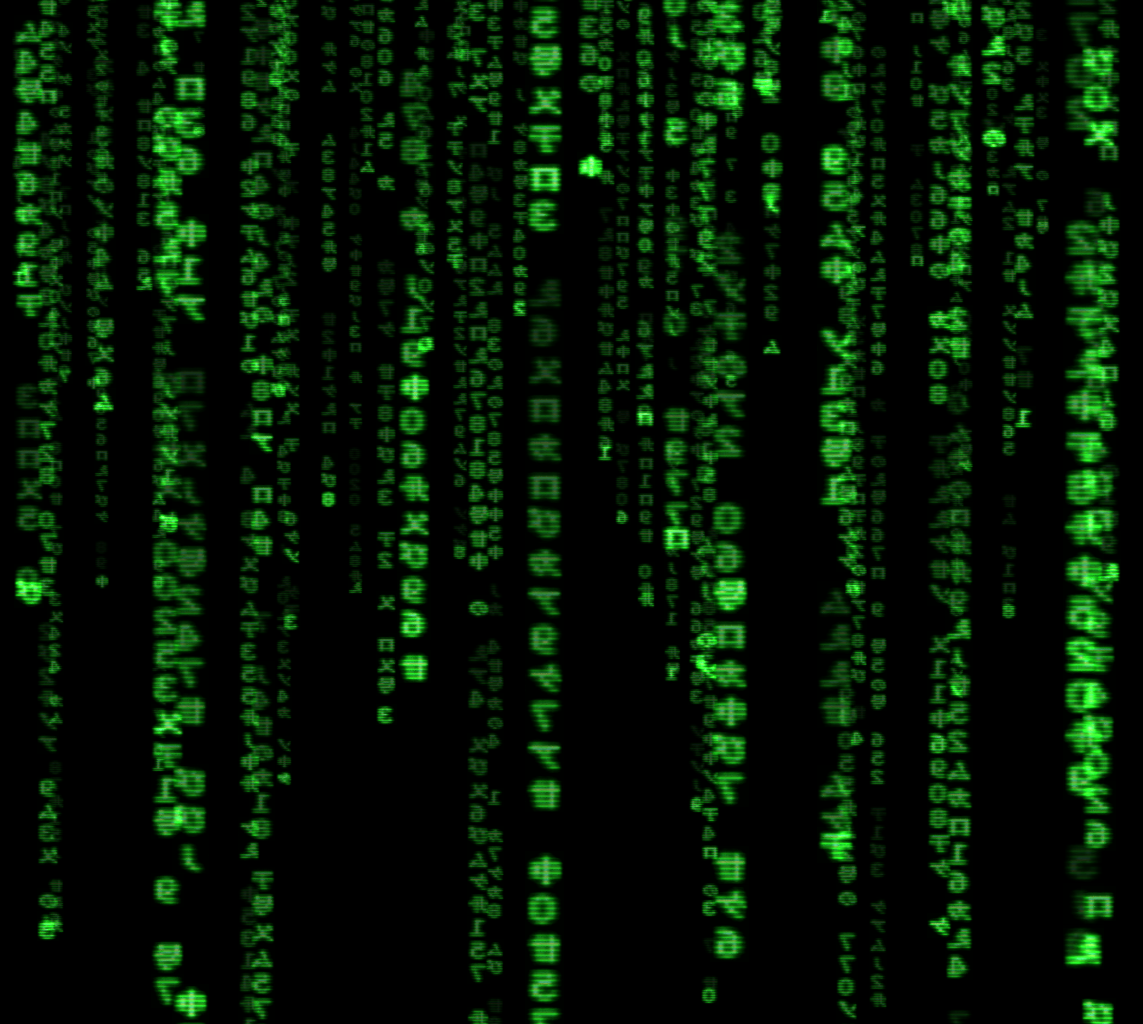
The Matrix - Screenshot del famoso salvaschermo GLMatrix

- La fabbrica delle mogli: romanzo del 1972 di Ira Levin. Le donne sono controllate mentalmente in modo da essere sempre ubbidienti e sottomesse agli uomini. Dal romanzo sono stati tratti due film, La fabbrica delle mogli (1975) e La donna perfetta (2004).
- Inception: Dominic "Dom" Cobb è un "estrattore", un professionista che si occupa di estrarre segreti dalle menti delle persone mentre queste dormono, infiltrandosi nei loro sogni tramite uno speciale apparecchio che permette a un gruppo di partecipare a un "sogno condiviso".
- The Matrix: in un futuro fantascientifico delle macchine si sono impossessate degli umani che controllano mentalmente facendo loro credere di vivere nel mondo reale del 1999, mentre in verità sono intrappolati in una realtà virtuale con il corpo immobilizzato. Inoltre nel film una sostanza chimica viene iniettata in Morpheus per fargli rivelare dei codici di accesso forzatamente agendo sulla sua mente.
- Upstream Color: Un uomo conosciuto come Il Ladro raccoglie esemplari di un particolare tipo di larva che sembra avere degli effetti insoliti sulla mente di coloro che la ingeriscono.
- Il trucco mentale Jedi è un importante espediente della trama nella saga di Star Wars.
- In Dragon Ball, Broly è controllato dalla mente da suo padre Paragus.
- In Warhammer 40,000, l'Impero Tau controlla mentalmente la sua popolazione.
- Imperio, una delle tre maledizioni imperdonabili in Harry Potter, è un incantesimo usato per il controllo mentale.
- In RoboCop, il personaggio principale è controllato mentalmente da Raymond Sellars.

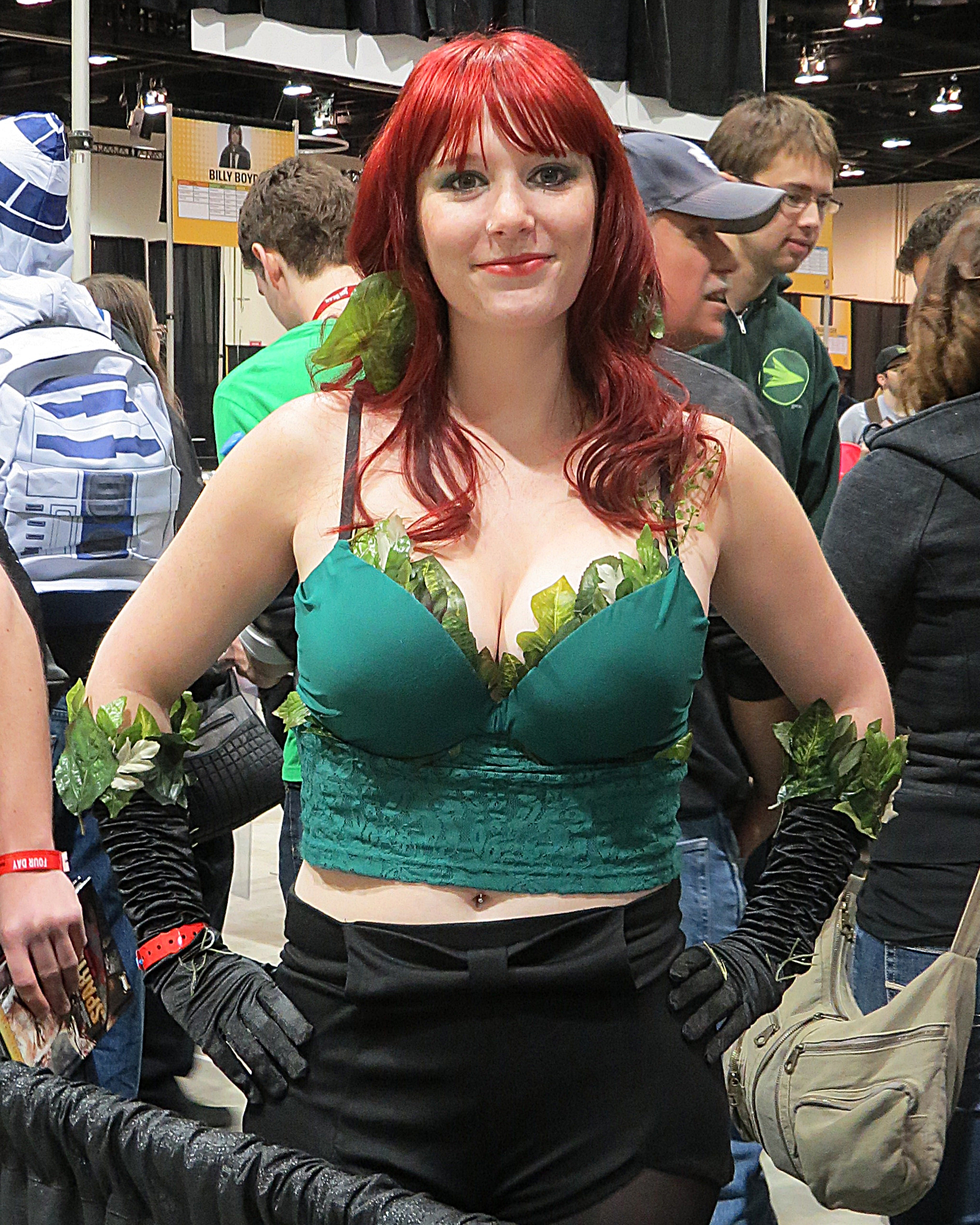
Cosplay di Poison Ivy

- Brainiac e Poison Ivy usano spesso il controllo mentale
- In Danny Phantom, Vlad Plasmius usa il controllo mentale per diventare un miliardario.
- In Yu-Gi-Oh!, Shadi ha la Millenium Key, uno dei sette Millenium Item, che fornisce al suo proprietario l'abilità di controllo mentale.
- Nella serie di film Men in Black, un dispositivo utilizzato per la cancellazione della memoria (noto come Neuralyzer) viene utilizzato frequentemente dagli agenti Kay e Jay.
- Nella serie televisiva Doctor Who, ci sono più storie che coinvolgono il controllo mentale.
- Nel romanzo di Anthony Burgess Arancia meccanica, poi adattato in un film di Stanley Kubrick, la "Tecnica Ludovico" è una forma di controllo mentale che fa sì che il soggetto, in questo caso il delinquente antieroe Alex, provi nausea e dolore ogni volta abbia un impulso violento o antisociale.
- In Star Trek: Voyager nell'episodio "Equinox", il cervello di Seven viene operato da un dottore per far si che riveli dei codici che si rifiuta di fornire.
- Ne La piccola bottega degli orrori una pianta ipnotizza e controlla la mente del suo custode Seymour per ottenere il dominio del mondo.
- Nella serie di fumetti X-Men, il professor Xavier può leggere e controllare la mente delle persone. Il controllo mentale e altre abilità psichiche sono mutazioni relativamente comuni nell'universo degli X-Men; altre persone con questa capacità includono Emma Frost e, in misura minore, Jean Grey.

Titoli di testa della miniserie televisiva The Prisoner.

- La serie TV The Prisoner prevede il controllo mentale come elemento ricorrente della trama.
- Nella miniserie coreana Winter Sonata, il protagonista ha la memoria alterata da uno psichiatra su richiesta di sua madre, il che costituisce il nocciolo della trama.
- Diversi cattivi di Batman hanno il potere dell'ipnosi; esempi includono il Cappellaio Matto, che fa affidamento su vari dispositivi tecnologici per fare il lavaggio del cervello agli individui.
- Nella serie Destroy All Humans!, il personaggio principale, Cryptosporidium, può usare il controllo mentale per costringere gli umani a eseguire i suoi ordini.
- In Dreamfall: The Longest Journey, il misterioso Progetto Alchera si rivela essere una forma di controllo mentale, commercializzata alle masse come una forma di intrattenimento.
- In Final Fantasy IV, il personaggio Kain è controllato mentalmente da Golbez per agire come suo luogotenente per afferrare cristalli intorno alla terra. Successivamente, viene rivelato che lo stesso Golbez era controllato da Zemus.
- In Final Fantasy VI, il gioco inizia con gli umani controllati mentalmente dal generale imperiale Kefka.
- In Heroes of the Storm, l'eroe Sylvanas ha accesso al Mind Control, una delle sue due abilità eroiche.
- In Lego Batman, alcuni dei personaggi cattivi possono usare un potere chiamato controllo mentale, che consente loro di prendere il controllo di un nemico per aprire porte o raggiungere aree inaccessibili.
- Nella serie Mass Effect i principali antagonisti, i Razziatori, usano una forma di controllo mentale chiamata "indottrinamento" per manipolare le persone affinché diventino loro servi.
- In Metal Gear Solid, Psycho Mantis, un membro delle forze speciali con potenti capacità telepatiche, controlla mentalmente un piccolo esercito e in diverse occasioni domina completamente i movimenti e la parola di ogni singola persona.